# 154P/Brewington
La comète Brewington, officiellement 154P/Brewington, est une comète périodique du système solaire, découverte le 7 juin 1992 par Howard J. Brewington.